# Benzisothiazolinon
Benzisothiazolinon gehört in die Verbindungsklasse der Isothiazolinone und ist ein weit verbreitetes Biozid.

## Gewinnung und Darstellung
Benzisothiazolinon kann in einer mehrstufigen Reaktion gewonnen werden. Anthranilamid wird durch Reaktion mit einem Nitrit nitrosiert und anschließend mit Schwefeldioxid zu 2,2′-Dithiodibenzamid umgesetzt. Die Reaktion ist schwierig im industriellen Maßstab durchzuführen. Als Alternative zu dieser Reaktion kann 2,2′-Dithiodibenzamid aus dem entsprechenden Acylchlorid hergestellt werden. 2,2′-Dithiodibenzamid wird anschließend einem oxidativen Ringschluss unterzogen. Die Reaktion wird unter alkalischen Bedingungen in Gegenwart von Sauerstoff oder einem Sauerstoffdonator wie z. B. einer Persäure durchgeführt. Alternativ kann Benzisothiazolinon und seine Salze in guter Ausbeute durch Reaktion eines Alkalimetallsalzes oder Ammoniumsalzes (einschließlich Mono-, Di-, Tri- und Tetraalkylammoniumsalzen) des entsprechenden 2-Mercaptobenzamids oder freien 2-Mercaptobenzamids mit einem Oxidationsmittel wie wässrigem Wasserstoffperoxid hergestellt werden.

## Chemische Eigenschaften
Zersetzungsprodukte von Benzisothiazolinon können Kohlenmonoxid, Kohlendioxid, Schwefeldioxid, Stickoxide und andere toxische Gase umfassen.

## Verwendung
Benzisothiazolinon hat mikrobizide und fungizide Wirkung und wird als Konservierungsmittel in Dispersionsfarben, Lacken, Klebstoffen, Waschmitteln, Treibstoffen und in der Papierherstellung eingesetzt. In Farben kommen oft Mischungen mit Methylisothiazolinon zum Einsatz. Die Dosierung beträgt je nach Anwendungsgebiet und Kombination mit anderen Bioziden 200 bis 400 ppm. Gemäß einer Schweizer Studie von 2001 enthielten 19 Prozent der Farben, Lacke und Beschichtungen Benzisothiazolinon. Bei Klebstoffen, Füllstoffen und Dichtungen waren es 25 Prozent.

## Sicherheitshinweise
Benzisothiazolinon ist ein schwacher Sensibilisator. Eine Sensibilisierung kann durch in Vinylhandschuhen enthaltenes BIT hervorgerufen werden. Auch Biozide und Kühlschmierstoffe können eine Sensibilisierung hervorrufen.